# 68 (číslo)
Šedesát osm je přirozené číslo. Následuje po číslu šedesát sedm a předchází číslu šedesát devět. Řadová číslovka je šedesátý osmý nebo osmašedesátý. Římskými číslicemi se zapisuje LXVIII.

## Matematika
- deficientní číslo
- nepříznivé číslo
- šťastné číslo
- součet dvou celočíselných mocnin dvou: 68 = 22  + 26.

## Chemie
- atomové číslo erbia, neutronové číslo druhého nejméně rozšířeného přírodního izotopu kadmia; stabilní izotop s tímto N mají také cín a tellur; a nukleonové číslo třetího nejméně rozšířeného přírodního izotopu zinku[1]

## Doprava
- I/68 je jednou ze silnic první třídy v Česku.

## Sport
- Číslo 68 asi nejvíce proslavil svým dresem Jaromír Jágr, číslo na dresu se vztahuje k roku 1968

## Kosmonautika
- STS-68 byla mise raketoplánu Endeavour. Celkem se jednalo o 65. misi raketoplánu do vesmíru a 7. pro Endeavour. Cílem letu mise byly experimenty Space Radar Laboratory.

## Roky
- 68 př. n. l.
- 68
- 1968